# Усольцев, Николай Григорьевич
 Николай Григорьевич Усольцев — советский военный деятель, генерал-майор, начальник Омского высшего общевойскового командного училища.

## Биография

### Начальная биография
Родился 19 декабря 1921 года в семье крестьянина  в деревне Битево Викуловского района Тюменской области.
В 1937 году окончил восемь классов Усть-Ишимской средней школы.
В 1938-1939 годах учился в Омском педагогическом училище и заочно в Тверском педагогическом училище.После окончания учебы работал заведующим начальной школой в с.Ильина Усть-Ишимского района, а также  с сентября 1939 года – учителем в с.Орехово Омской области.
В декабре 1939 года добровольно поступил на воинскую службу. В январе 1940 года - зачислен курсантом в Новосибирское военно-пехотное училище, которое окончил в июле 1941 года.

### В Великую Отечественную войну
С июля 1941 года по октябрь 1942 года — на должностях командира взвода, заместителя командира роты, командира роты курсантов Тюменского военного училища.
С октября 1942 года по февраль 1943 года — слушатель курсов «Выстрел» (г. Свердловск)
С января 1943 г. по июнь 1944 г. — руководитель тактики 9-й окружной школы снайперов (г.Челябинск).
С июля 1944 года — командир батальона 1230-го стрелкового полка 370-й стрелковой дивизии 69-й Армии. В составе дивизии принимал участие в боях на Пулавском плацдарме, Висло-Одерской и Берлинских операциях.

### В послевоенные годы
После окончания Великой Отечественной Войны  был назначен командиром отдельного учебного батальона 295 стрелковой дивизии 5 Ударной Армии где прослужил с июня по октябрь 1945 года.
Позже в этой же дивизии, входящей в ГСВГ, назначен  командиром стрелкового батальона. В июне 1946 года переведен для прохождения службы в 30-ю отдельную стрелковую бригаду (г. Астрахань), на должность командира роты.
С ноября 1947 г. по ноябрь 1950 г. слушатель Академии им М.В. Фрунзе, которую закончил с золотой медалью.
С ноября 1952 г. по апрель 1954 г. – заместитель командира  1217 стрелкового полка 367 стрелковой дивизии.
В 1954-1955 годах служил на должности командира полка в  65-й  и 45-й стрелковых дивизиях.С ноября 1955 года по октябрь 1956 года  слушатель Высших академических курсов в академии им.Фрунзе.
С октября 1956 года по июль 1958 года Приказом Министра обороны  СССР № 04496 от 22.09.1956 года. назначен начальником Петрозаводского военного училища.
С июля 1958 года по октябрь 1959 года Приказом Министра обороны СССР № 898 от 05.07.1958 года назначен начальником Томского высшего общевойскового командного училища  .
С октября 1959 года по сентябрь 1961 года – начальник Омского высшего общевойскового командного дважды Краснознамённого училища имени М.В. Фрунзе.
С сентября 1961 года по август 1963 года – слушатель академии Генерального Штаба ВС СССР.
С августа 1963 года по октябрь 1966 года – командир 63 мотострелковой дивизии, позже переменованной в 4 гвардейскую мотострелковую дивизию (Киевский ВО).
С октября 1966 года по март 1969 года – старший группы советских военных специалистов в Алжире.
С марта 1969 года по июнь 1974 года – начальник штаба – первый заместитель, член Военного Совета 1 гвардейской армии Киевского военного округа.
С июня 1974 года июнь 1989 года – старший преподаватель кафедры оперативного искусства Венной академии Генерального штаба им.К.Е. Ворошилова.
С 6 июня 1989 года уволен в отставку.
В 1955-1971 годах избирался депутатом Верховного Совета Карелофинской ССР (1955), Томского горсовета (1959), Омского горсовета (1961), Луганского обл.совета (1965), Черниговского обл.совета (1971)

## Воинские звания
- Майор  (1945)
- Подполковник  (1950)
- Полковник (1955)
- Генерал — майор  (1960)

## Награды
- Орден Красного Знамени,  (1945)
- Орден Александра Невского (СССР) (1945)
- Орден Отечественной войны I степени (1985);
- Три Ордена Красной Звезды;
- Медаль «За победу над Германией в Великой Отечественной войне 1941—1945 гг.» (1945);
- Медаль «За взятие Берлина» (1945)
- Медаль «За освобождение Варшавы» (1945)
- Медаль «30 лет Советской Армии и флота» (1948)
- Медаль «За боевые заслуги» (1950)
- Медаль «40 лет Вооруженных Сил СССР» (1957)
- Медаль «50 лет Монгольской Народной Армии»
- Орден «Легион почёта» [3]
- Медаль «Братство по оружию» I степени - золото
- Медаль «Братство по оружию» II степени - серебро[4]
- Медаль Боевое Содружество (Medalla Fraternidad Combativa) (Куба)